# Normann Copenhagen
Normann Copenhagen er en dansk design- og livsstilsvirksomhed påbegyndt 1999 af Poul Madsen og Jan Andersen. Normann Copenhagen ønsker at ændre den konventionelle tankegang og gøre det ordinære ekstraordinært gennem design. Virksomheden er især anerkendt for sin brug af sociale medier på internettet.
Oprindeligt var Normann Copenhagen en butik på Strandboulevarden i København. I 2002 blev det første produkt lanceret under navnet Normann Copenhagen, lampen Norm 69, designet af Simon Karkow. I 2005, da flytter virksomheden til til en 1700 m2 stor butik på Østerbrogade. 

## Priser
Normann Copenhagens design har fået forskellige designpriser, som DesignPlus, iF Design Award, L'Observeur du design, reddot design award og Good Design.
- 2010 Social Media Award – FDHI – www.normann-copenhagen.com/platforms
- 2010 reddot design award – Dolly – Ross McBride
- 2010 IF Product Design Award – Dolly – Ross McBride
- 2010 IF Product Design Award – Heima – Francis Cayouette

- 2009 Good Design Award – Camping series – Jesper K. Thomsen
- 2009 Best Danish Design Company – Rum Interiør – Normann Copenhagen
- 2009 CCA – Best Branding Websites – Bronze – www.normann-copenhagen.com

- 2008 Best of the Year Award Merit Winner – Grass – Claydies
- 2008 FWA Site of the day – www.normann-copenhagen.com
- 2008 Form – Grass – Claydies
- 2008 IF Product Design Award – Familia Tableware – Ole Jensen
- 2008 World Retail Award – Innovative Format of the Year nominee – Flagship Store Copenhagen

- 2007 Bedste Butik – Boligmagasinet Design Award – Flagship Store
- 2007 ICFF Editors Awards – Move – Rikke Hagen & Marianne Britt Jørgensen
- 2007 Byens Bedste Luksus Butik – Flagship Store Copenhagen
- 2007 Good design award – Familia Kitchen Series – Ole Jensen
- 2007 reddot design award – Normann Knives – Francis Cayouette
- 2007 reddot design award – Storm – Julie Storm
- 2007 reddot design award – Familia Kitchen Series – Ole Jensen

- 2006 Byens Bedste Bolig & Design – Flagship Store Copenhagen
- 2006 Good Design Award – Orgo – Karim Rashid
- 2006 iF Design Award China – Magma – Francis Cayouette
- 2006 Formlandprisen – Pot for one flower – Komplot Design
- 2006 L’Observeur du design – Strainer – Boje Estermann

- 2005 Good Design Award – Strainer – Boje Estermann
- 2005 Good Design Award – Funnel – Boje Estermann
- 2005 Good Design Award – Magma – Francis Cayouett
- 2005 DesignPlus Material Vision – Magma – Francis Cayouette
- 2005 red dot award – Funnel – Boje Estermann
- 2005 Formlandsprisen – Funnel – Boje Estermann
- 2005 DesignPlus – Magma – Francis Cayouette
- 2005 Formidable award Formex – Cristal – Marcel Wanders
- 2005 DesignPlus – Funnel – Boje Estermann
- 2005 DesignPlus- Jensen Bowl – Ole Jensen

- 2004 Formexpriset – Formex – Funnel – Boje Esterman
- 2004 Bäste Monter – Formex – Best Concept – Normann Copenhagen

- 2003 Formlandsprisen – Norm 03 – Britt Kornum
- 2003 Imm Cologne – Best Item – Norm 69 – Simon Karkov

- 2002 DesignPlus – Washing-up bowl and brush – Ole Jensen
- 2002 Formlandsprisen – Dustpan and broom – Ole Jensen
- 2002 Formlandsprisen – Norm 69 – Simon Karkov

## Eksterne kilder
1. ↑  "Normann Copenhagen | We believe in great design". Arkiveret fra originalen 26. april 2015. Hentet 20. april 2015.
2. ↑  Vindere af E-handelsprisen 2010, FDIH http://www.fdih.net/e-handelsprisen/vinderne.aspx
3. ↑  Hellere sociale medier end asocial markedsføring, af Michael Rying, 15. december 2009 http://www.kommunikationsforum.dk/artikler/hellere-sociale-medier-end-asocial-markedsfoering
4. ↑  "The story of Normann Copenhagen". Arkiveret fra originalen 26. april 2015. Hentet 20. april 2015.
5. ↑  "www.danishcrafts.dk". Arkiveret fra originalen 9. september 2013. Hentet 5. oktober 2010.